# 長束村
長束村（ながつかむら）は、広島県安佐郡にあった村。現在の広島市安佐南区の一部にあたる。

## 地理
太田川右岸の沖積低地に位置していた。中央部を安川、山本川が南流。

## 歴史
- 1889年（明治22年）4月1日、町村制の施行により、沼田郡長束村が単独で村制施行し、長束村が発足[1][2]。
- 1898年（明治31年）10月1日、郡の統合により安佐郡に所属[1][2]。
- 1943年（昭和18年）11月3日、安佐郡祇園町、山本村、原村と合併し、祇園町が継続して廃止された[1][2]。

### 地名の由来
流路に沿う堤防に由来か。

## 産業
- 農業[1]